# Erlon
Erlon é uma comuna francesa na região administrativa de Altos da França, no departamento de Aisne. Estende-se por uma área de 8,9 km². Em 2010 a comuna tinha 293 habitantes (densidade: 32,9 hab./km²).